# Scorzonera tau-saghyz
Scorzonera tau-saghyz là một loài thực vật có hoa trong họ Cúc. Loài này được Lipsch. & Bosse miêu tả khoa học đầu tiên.